# Hispano FC
Hispano FC is een Hondurese voetbalclub uit Comayagua, in het gelijknamige departement.

## Geschiedenis
De club werd opgericht op 3 juli 1945 en heette aanvankelijk Hispano Galvez, naar de toenmalige Hondurese president Juan Manuel Galvez. Toen zijn ambtstermijn voorbij was werd de clubnaam veranderd in Hispano FC. In 1950 werd de club regionaal kampioen. In 2005 werd de club kampioen van de tweede klasse en promoveerde zo naar de hoogste klasse, maar degradeerde alweer na één seizoen. De club kocht dan de plaats in eerste klasse over van het noodlijdende Municipal Valencia voor 3 miljoen lempira's. De meeste spelers van Valencia gingen nu voor Hispano spelen.
Het volgende seizoen kwalificeerde de club zich voor de play-offs. De seizoenen erna was de club een middenmoter.

## Erelijst
- Liga de Ascenso de Honduras (2de klasse)

2004/05